# Volavky: Dramata života a smrti
Volavky: Dramata života a smrti (Egret – The Dramas of Life and Death) je čínský dokumentární film z roku 2011. Sleduje život hejn volavek, která přilétají z Japonska do severovýchodní Číny. Tyto volavky zde mezi sebou soupeří, hledají potravu apod. Dokument byl vysílán česky např. na Viasat Nature.